# Idaho Stampede 2012-2013
La stagione 2012-13 degli Idaho Stampede fu la 7ª nella NBA D-League per la franchigia.
Gli Idaho Stampede arrivarono quarti nella West Division con un record di 19-31, non qualificandosi per i play-off.

## Roster
|    | Naz.                   | Ruolo | Sportivo           | Anno | Alt. | Peso |  |
| -- | ---------------------- | ----- | ------------------ | ---- | ---- | ---- |  |
| 4  | Stati Uniti (bandiera) | G     | Reggie Hamilton    | 1989 | 180  | 82   |  |
| 4  | Stati Uniti (bandiera) | G     | Jai Lucas          | 1988 | 178  | 73   |  |
| 4  | Stati Uniti (bandiera) | G     | Nolan Smith        | 1988 | 188  | 84   |  |
| 6  | Stati Uniti (bandiera) | G     | Will Barton        | 1991 | 198  | 79   |  |
| 11 | Stati Uniti (bandiera) | G     | Coby Karl          | 1983 | 196  | 98   |  |
| 12 | Stati Uniti (bandiera) | G     | Justin Holiday     | 1989 | 198  | 82   |  |
| 14 | Stati Uniti (bandiera) | G     | Carlon Brown       | 1989 | 196  | 98   |  |
| 14 | Stati Uniti (bandiera) | A     | Paul Carter        | 1987 | 203  | 91   |  |
| 15 | Stati Uniti (bandiera) | G     | Mustapha Farrakhan | 1988 | 193  | 82   |  |
| 15 | Stati Uniti (bandiera) | G     | Seth Tarver        | 1988 | 196  | 98   |  |
| 17 | Stati Uniti (bandiera) | G     | Durrell Summers    | 1989 | 193  | 93   |  |
| 21 | Stati Uniti (bandiera) | A     | Jason Ellis        | 1982 | 201  | 91   |  |
| 22 | Stati Uniti (bandiera) | A     | Sean Evans         | 1988 | 203  | 113  |  |
| 24 | Stati Uniti (bandiera) | AC    | Justin Harper      | 1989 | 208  | 102  |  |
| 33 | Stati Uniti (bandiera) | C     | Garrett Green      | 1989 | 211  | 109  |  |
| 33 | Stati Uniti (bandiera) | A     | Josh Owens         | 1988 | 206  | 109  |  |
| 34 | Spagna (bandiera)      | A     | Víctor Claver      | 1988 | 208  | 99   |  |
| 34 | Stati Uniti (bandiera) | A     | Reggie Larry       | 1986 | 198  | 102  |  |
| 41 | Nigeria (bandiera)     | C     | Solomon Alabi      | 1988 | 216  | 113  |  |
| 42 | Stati Uniti (bandiera) | AC    | JaJuan Johnson     | 1989 | 208  | 100  |  |
| 50 | Regno Unito (bandiera) | AC    | Joel Freeland      | 1987 | 208  | 102  |  |

## Staff tecnico
- Allenatore: Mike Peck
- Vice-allenatori: Barry Rohrssen, Scott Williams
- Preparatore atletico: Brad Allison